# Водяницький Михайло Федорович
Михайло Федорович Водяницький (нар. 19 вересня 1938, Сухумі, Абхазька АРСР, Грузинська РСР) — радянський футболіст, захисник.

## Життєпис
Футбольну кар'єру розпочав 1958 року в дублюючому складі тбіліського «Динамо» (4 матчі). У 1961 році перейшов до сухумської «Ріци», яка наступного сезону змінила назву на «Динамо». У команді відіграв два сезони, за цей час у Класі «Б» зіграв 50 матчів. У 1963 році перейшов до кіровоградської «Зірки», в якій також відіграв два сезони (60 иатчів, 2 голи у Класі «Б», ще 5 матчів провів у кубку СРСР). У 1965 році підсилив «Шахтар». У складі олександрійського клубу став основним гравцем, зіграв 33 матчі у Класі Б, ще 3 матчі провів у кубку СРСР. По завершенні сезону 1965 року закінчив футбольну кар'єру.